# Granja (Castro Daire)
A Granja é uma aldeia na freguesia de Mões, no concelho de Castro Daire, em Portugal.

## Descrição e história
Situa-se perto da foz do Rio Mau no Rio Paiva, junto à fronteira com a freguesia de Pendilhe, no município de Vila Nova de Paiva. Do ponto de vista geográfico, situa-se numa área de transição para os planaltos da região da Beira Interior, o que faz com que tenha um relevo menos acidentado do que a vizinha Serra de Montemuro. Do ponto de vista económico, esta área produz principalmente centeio e azeite, e no passado também se produziu resina a partir dos extensos pinhais.
Tal como sucedeu com outras povoações nesta área, a Granja perdeu uma considerável parte da sua população nos movimentos emigratórios, principalmente para a Suíça, Alemanha ou França, sendo esta realidade visível no grande número de casas construídas pelos emigrantes na aldeia.
Uma das principais associações na aldeia é o Rancho Folclórico da Granja, criado em 1984 como parte do Grupo Desportivo e Recreativo da Granja, e que em 2024 tinha cerca de quarenta elementos, oriundos tanto da Granja como das povoações em redor. Conta com duas infraestruturas próprias, compostas por um pavilhão multiusos e pela escola primária, e destaca-se pelo seu extenso conjunto de trajes e peças tradicionais, retratando profissões do passado, como pastor, ceifeiro e resineiro. Outras associações e equipamentos incluem uma escola do 1.º Ciclo do Ensino Básico e um jardim de infância.
O padroeiro da aldeia é São Brás, sendo a sua festa litúrgica organizada no mês de Fevereiro.
O percurso pedestre Trilho das Levadas tem o seu início no parque das merendas da Granja.